# 熊秉坤
熊 秉坤（ゆう へいこん、1884年12月22日 - 1969年5月30日）は、清代末期の軍人。別名は忠炳、もとの名は祥元。字は載乾。中国の民主革命家であり、中華民国および中華人民共和国における軍事的、政治的人物。武昌起義の指導者、後に少将となった。

## 生涯
湖北省武昌府江夏県修元郷熊家湾の出身。後に石嘴袁家河楠木廟村に移住した。祖父は太平天国に参加していた。熊秉坤は、武昌平湖門の桟橋で運搬を行う苦力だった。1904年に湖北新軍第八鎮工兵第八営後隊当兵となり、後に同第一排（哨長：羅子清）第三棚の正目（班長に相当）に昇進、また同時に日知会に加入した。
宣統3年（1911年）春、彼は共進会にも加入し、雷振声の後任として、約200名の秘密会員を抱える共進会第八大隊の代表となった。
1911年9月24日、共進会は文学会と「文学共進連合大会」を開催し、蜂起計画を議論した。大会では蜂起に当たり、熊秉坤は革命軍大隊長として、駐屯地工兵大隊が担当する楚望台の武器庫を占領することになっていた。

### 武昌起義前夜
10月9日、漢口租界のロシア租界宝善里において、共進会の孫武が14個の爆弾を密造中に爆発事故を起こして負傷するという事件が起こった。負傷した孫武たちはロシア人警官が駆けつける前に逃亡したが、蜂起文書と革命旗が発見され、湖広総督の瑞澂は戒厳令を命じて革命家を逮捕した。この知らせを聞いた文学社社長蔣翊武はその夜に蜂起開始することを決め、駐屯地に決定を通知したが、その夜に武昌の小朝街第85号にある革命派本部が襲撃され、蜂起計画は失敗に終わった。これにより彭楚藩・劉復基・楊宏勝の3名が逮捕、斬首刑となった。

### 武昌蜂起

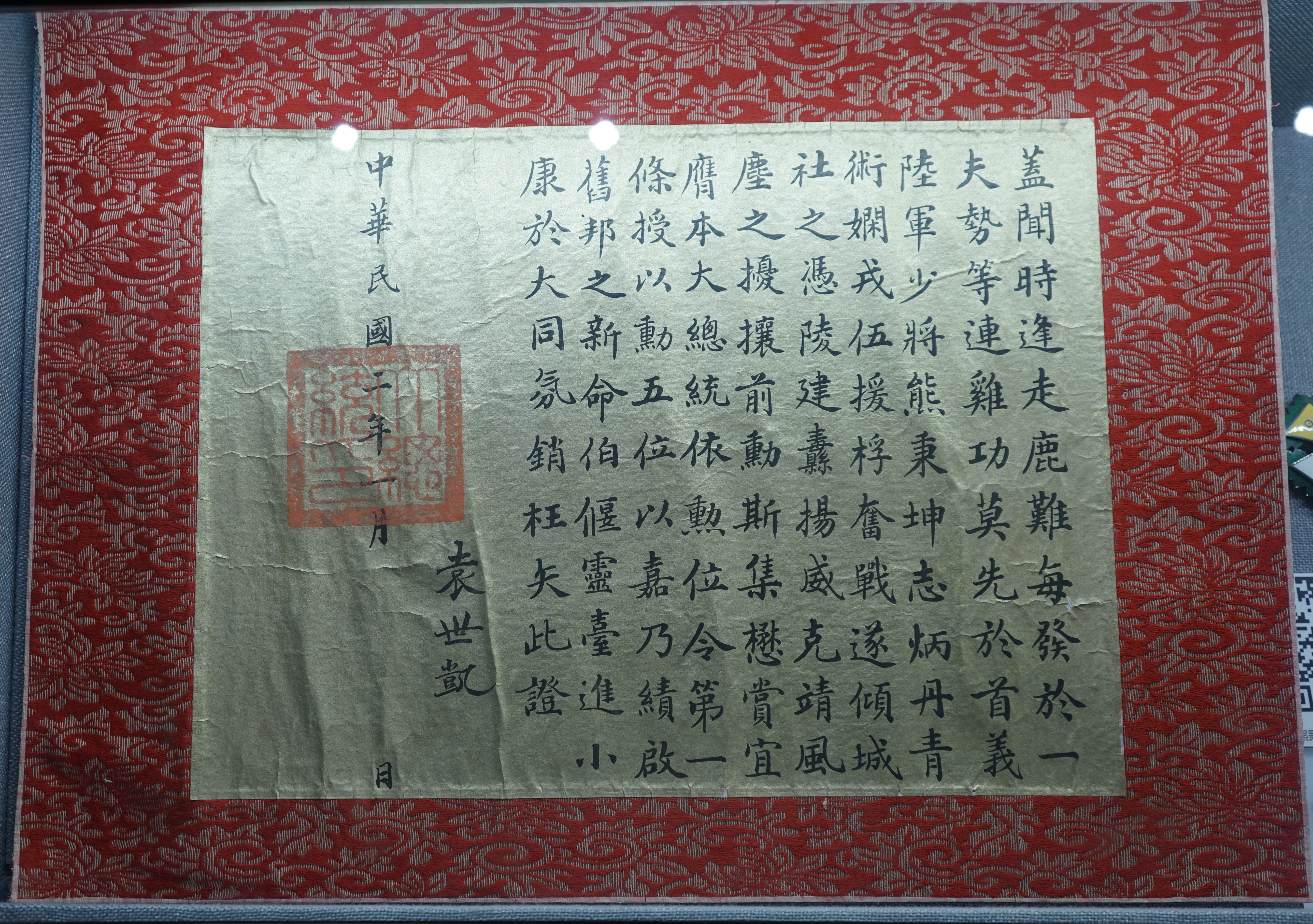
1913年1月、袁世凱は勲位令第一条により、勲五位を熊秉坤に授与した。

10月10日、工兵駐屯地の革命派は、その夜に蜂起することを決定。熊秉坤は二十九標代表の蔡済民や三十標の王文錦などの革命派とも連絡を取った。9日以来、全営で弾薬を軍官の拳銃を除いて没収されていたが、測絵学校教官の方興が調達した弾薬を後隊の3個排兵士らに1、2発ずつ配り、決起の際はそれぞれの各排哨長3人を射殺するよう指示した。夕方7時～8時ごろに宿舍2階の寝室にて副正目の陶啓元と銃を持ち出して機が熟するのを待ち構えていたところ、第二排第五棚正目の金兆龍と同兵士の程定国が陶啓元の兄で第二排哨長（小隊長に相当）の陶啓勝に就寝命令違反を咎められ、取っ組み合いの末に陶啓勝を殺害するという事件が発生、さらに程定国は階下に降りて鎮圧に駆け付けた前隊隊官（中隊長に相当）の黄坤栄、司務長の張文濤、八営代理管帯（大隊長代理に相当）の阮栄発も次々と射殺した。熊秉坤はこの混乱に乗じ階下で革命派の招集、上空に向けて3発の銃撃で蜂起の合図を送り、楚望台の武器庫を占領した。
熊秉坤ら共進会会員は、呉兆麟を湖北革命軍の臨時指揮官に任命した。湖広総督府へ攻撃開始後、呉兆麟は3個決死隊を編成し、熊秉坤は40人を率いて、湖広総督府の東門を突破した。翌日夜明け前、革命軍に占領された総督府から総督瑞澂が逃亡、革命軍は武昌を掌握した。
陽夏の戦い勃発後、熊秉坤は民軍第五協統領に任命され、漢口の劉家廟、大智門、競馬場一帯で清軍と戦った。
1912年1月、湖北軍政府は軍を再編成、第五協は第三鎮に編入され、雲夢に転戦した。

### 中華民国での経歴

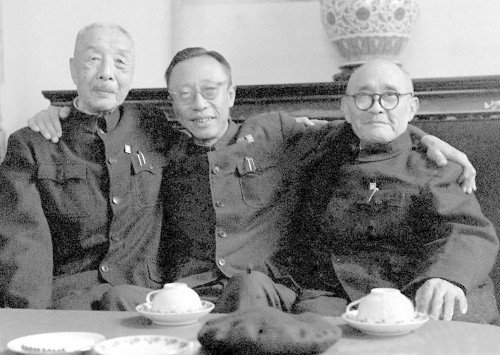
1961年10月13日に開催された辛亥革命50周年式典において、鹿鍾麟（左）、溥儀（中）、熊秉坤（右）の集合写真。中国人民政治全国委員会第4会議室にて。

1912年10月、北京政府は熊秉坤を陸軍少将に任命した。
1913年1月、さらに5つの栄誉が授与された。同年、熊秉坤は第二革命に参加、改進団を組織し、後に鄂中司令官を務めた。だが第二革命失敗後、黎元洪の欠席裁判によって指名手配されたため日本に亡命した。
1914年、熊秉坤は中華革命党に参加した。同年秋、熊秉坤は湖北に戻り、孫文から袁討伐鄂軍司令官に任命された。
護法運動が勃発すると、熊秉坤は広州大元帥府参軍、高級副官、代参軍長などを務めた。その後二七大罷工鎮圧ために武漢に戻った。「張国燾回顧録」によると、当時の武漢は中国共産党最後の拠点を呉佩孚の勢力に発見され、一時期は熊秉坤の自宅で会議が開催されていた。中国国民党成立後、熊秉坤は軍事委員会委員を務めた。
1928年4月、熊秉坤は湖北省政府の委員を務めた。
1929年6月、熊秉坤は湖北代表に選出され、南京中山陵での孫文埋葬式典に出席した。また、湖北革命博物館準備委員会委員に選出された。
1929年10月、彼は武昌での「双十祭」全国大会議長を務めた。
1930年2月、湖北省政府が再編成されたが、熊秉坤は湖北省政府委員として再選された。
1930年8月20日、湖北省政府は南京中央政府承認なしに武昌市政府を正式に成立させた。この動きは新市長の熊秉坤が率先した。熊秉坤は市長を務める間、孫文から学び、報酬を受け取らなかった。
1930年9月19日、国民政府行政院は内務部に対して、武昌は市の規定を満たさず、市への昇格は認めないと通達した。
1930年10月、熊秉坤は、再び武昌の「双十祭」全国大会議長を務めた。
1932年3月、南京国民政府は、熊秉坤を国民政府軍事参議院中将に任命した。
1933年、熊秉坤は「辛亥湖北省武昌首義事前運動経過及臨時発難之著述」を出筆した。
1937年の日中戦争勃発後、熊秉坤は軍事参院で徹底抗戦を主張し、多くの提案を行った。
1946年に熊秉坤は退役。第二次国共内戦中は独裁に反対し、平和運動を推進した。中国人民解放軍の武漢占領の前夜、熊秉坤は武漢市民一時救済委員会公安委員の一員として現地の治安維持に務めた。

### 晩年

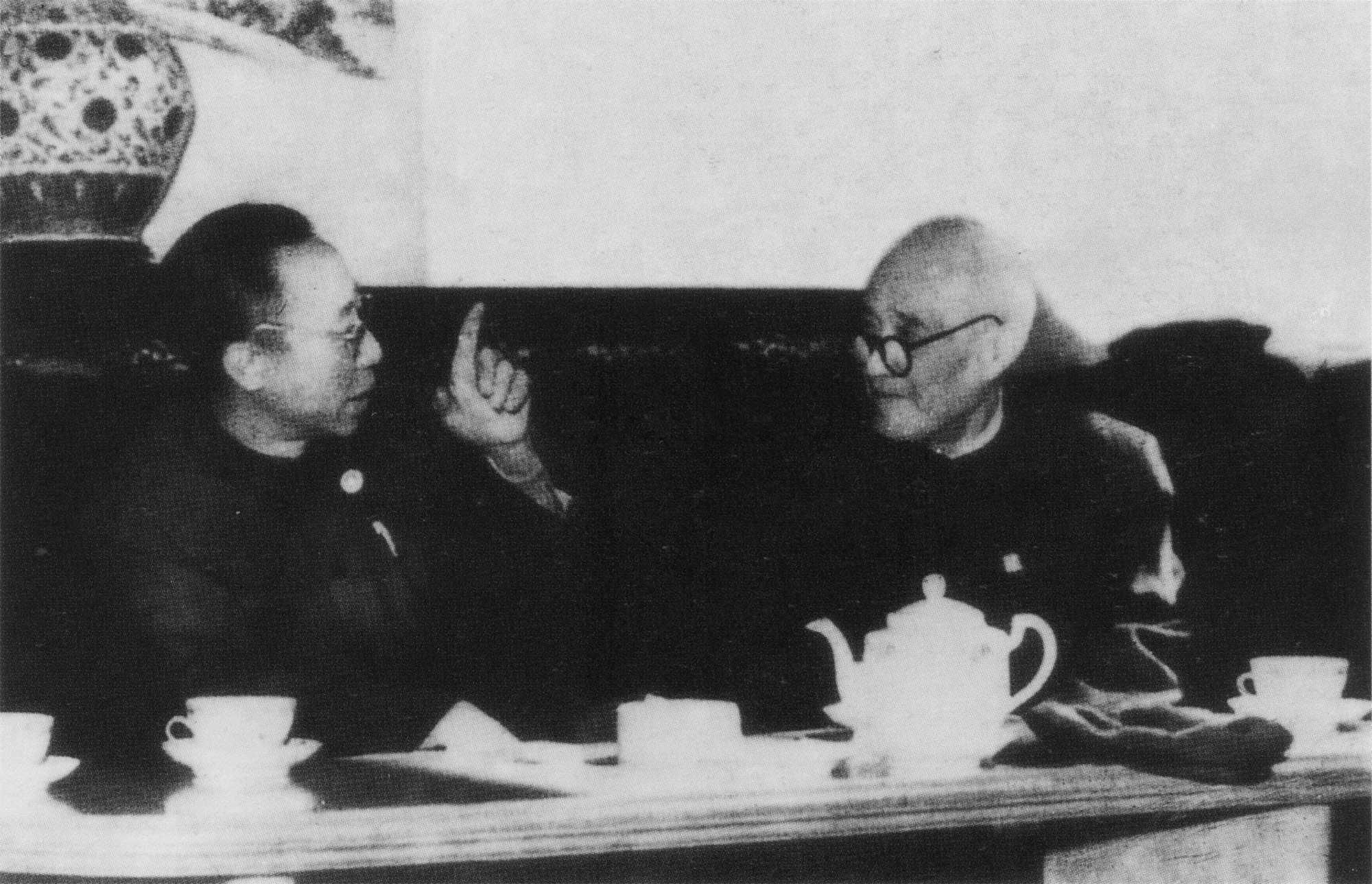
1961年の北京で開催された辛亥革命50周年式典において、溥儀（左）と熊秉坤（右）は会談を行った。

中国人民共和国成立後、熊秉坤は中南軍政委員会参事室参事、湖北省政協常任委員会、湖北省人民委員会準備委員会の委員、湖北省参事室参事、政協全国委員会委員、孫文生誕90周年式典の委員などを務めた。
1961年、熊秉坤は温楚珩・李白貞と共に湖北省の辛亥革命功労者を代表し、北京で開催された「辛亥革命50周年式典」に出席した。一方、国慶節の宴会の前に、溥儀は熊秉坤も式典に出席することを知り、中国共産党中央統一戦線工作部副部長である張執一に熊秉坤との会談を希望、周恩来の同意を取り付けた。国民の日の晩餐会で、溥儀は熊秉坤と乾杯した後に、国務院の周恩来の取り決めのもと、溥儀は熊秉坤などの革命派と正式に会談を行った。
1964年、中国人民政治協商会議全国委員会が開会されると、熊秉坤は湖北省委員として北京に赴き、周恩来と会談を行った。熊秉坤は辛亥革命記念館の早期完成を希望し、周恩来も同意した。
文化大革命が勃発すると、紅衛兵が熊秉坤の自宅に乗り込み、1913年1月に袁世凱によって与えられた「勲五位章」を剥奪した。
1969年5月初旬、熊秉坤は風邪で入院したが症状が悪化し、5月30日に亡くなった。
熊秉坤の息子である熊輝は、湖北省革命委員会会長である張体学を経由して周恩来に彼の死を伝えた。 周恩来は直ぐに次の4点を指示した。
1：武昌九峰烈士の陵に埋葬する事。
2：湖北省革命委員会が葬儀を開催し、花を贈る事。
3：追悼会を開催し、訃報をマスコミに公表する事。
4：遺族を慰問し、意向を聞く事。
湖北省革命委員会は熊秉坤の送別式を開催し、送別式は湖北省革命委員会副局長で湖北軍区司令官である韓寧夫が主催した。その後、熊秉坤は武昌九峰山の九峰烈士墓地に埋葬された。

## 執筆
- 「前清工兵八営革命実録」1912年8月～1913年8月
- 「前工兵八営陣亡死難曁五旅部属各員事略」
- 「五旅中級上軍官曁前工兵八営革軍中執事之在下級各員事略」
- 「前工兵八営革軍各執事曁各会員事略」
- 「民軍第五協軍事実録」
- 「武昌起義談」1918年
- 「辛亥首義工程営発難概述」《辛亥首義回憶録》第一輯（1957年、湖北人民出版社出版）
  - 七節中後半三節が《辛亥武昌首義親歴記》と改題し辛亥革命回憶録2に再録。

## 「第一発の銃声」問題
熊秉坤は辛亥革命から間もない1912年8月～1913年8月に記した「前清工兵八営革命実録」、1918年の「武昌起義談」で「第一発の銃声」を放ったのは程定国であると認めていた。
しかし、孫文が亡命中の1914年7月に東京で行った中華革命党第一次会合の宴席で熊秉坤を「第一発の銃声を放った人物」として紹介し、以降も自著や講演でしばし同様の主張をするようになったことで「熊秉坤＝第一発の銃声を放った人物」との風説が形成され、広まっていったとみられる。
息子の熊輝によると、日中戦争終戦後、「第一発の銃声」についてインタビューを受けた際、ノーコメントを通したといい、家族にも「第一発の銃声」について話すことはめったになかったという。しかし、1957年に執筆した「辛亥首義工程営発難概述」では程定国と立場が入れ替わり「自分が陶啓勝を撃った」と主張するようになっている。
前述の1961年の溥儀との会見においても、中国新聞社から「第一発の銃声を放った人物」として報じられた。
こうして長らく武昌起義で「第一発の銃声」を発したのは熊秉坤とされていた。しかし2006年に武漢大学教授の馮天瑜の研究により以上の事実が確認され、程定国が陶啓勝に放った銃弾が第一発とされるようになった。
辛亥革命を描いた映画『1911』ではシチュエーションは史実の程定国と似ているが、陶啓勝（演：王敬峰）に第一発を放つのは熊秉坤（演：デニス・トー）となっている。